# 화원 (관직)
화원(한자: 畵員)은 조선시대 정부 예술가를 가리키는 말이다. 이 용어에는 기술적으로 선화, 선회, 화사, 회사라고 불리는 다양한 계급의 여러 화가가 포함된다.

## 지위
조직 구성은 도화소에 속해 있으며 경국대전 기준 화원의 인원은 총 20명이다. 그러나 1785년 정조 9년에 제도를 개편하여 일반 인원을 30명으로 늘렸다. 도화서의 감독 하에 그 제도도 여러 차례 개편되었다.
많은 화가들에게 관료가 되는 것은 매우 제한된 기회였지만, 화원은 자신의 직책을 맡을 뿐만 아니라 일정한 보수를 받고 은퇴 후에도 일할 수 있는 추가 기회를 얻을 수 있었다. 그 직위를 서반체아직(西班遞兒職)이라고 불렀다.

## 지명
화원의 승진은 화가의 신임 여부에 관계없이 공식 공모를 통해 결정됐다. 시험에 합격하지 못하면 도화서 회원으로 오랫동안 활동한 사람에게는 상위 자리로 승진하지 못했다. 일반적으로 죽(대나무), 산수(산과 강), 인물, 영모, 꽃과 풀을 그리는 다섯 가지 검사 패턴이 있다.
지원자에게는 5점 만점에 2점을 허용하며 4등급으로 구분되며, 일반적으로 죽과 산수에 대한 학점이 가장 높다. 도화서가 채택한 방법론은 좀 더 능숙하고 유능한 화가를 채용하려는 의도였다.
사회적 지위는 화원의 대부분이 양반이 아닌 중인이나 혼인 후손이었다. 16세기 이후 이 직업은 특정 가문의 견고한 무역업으로 자리 잡았다.

## 직업
화원은 왕과 왕비, 여러 왕실, 상급 신하의 초상화를 그리는 일을 담당했다. 국가 차원의 예의, 숭배를 뜻하는 용어가 의궤도(儀軌圖)가 되었다. 각 직업에 따라 궁궐의 측량지도, 지도, 병풍 등을 그릴 수도 있다.

## 같이 보기
- 김홍도
- 안견

## 참고
- Cho Jeong Yuk, 2011, A day of Hwawon in Joseon dynasty (Korean)
- Lee Seong Mi, 2005, Artistic culture during Joseon Dynasty (Korean)